# Xã Highland, Quận Brule, South Dakota
Xã Highland (tiếng Anh: Highland Township) là một xã thuộc quận Brule, tiểu bang Nam Dakota, Hoa Kỳ. Năm 2010, dân số của xã này là 184 người.